# توپال‌لی (آلاداغ)
توپال‌لی (به ترکی استانبولی: Topallı) یک منطقهٔ مسکونی در ترکیه است که در آلاداغ، آدانا واقع شده‌است.